# Церковь Святого Георгия (Лалибэла)
Церковь Святого Георгия (амх. በት ጊዮርጊስ  Bete Giyorgis) — наиболее известная и последняя по времени создания из одиннадцати древних монолитных церквей XIII века в городе Лалибэла, Эфиопия. В составе объекта «Скальные церкви в Лалибэле» является частью Всемирного наследия ЮНЕСКО.
Уникальность монолитных церквей Лалибэлы в том, что они не построены в прямом смысле слова, а высечены в каменной толще красного вулканического туфа. Плоская крыша церкви Святого Георгия находится на одном уровне с поверхностью земли, а двор церкви представляет собой котлован глубиной 12 метров. Церковь составляет каменный монолит с окружающей скалой. Попасть к её подножию возможно только через тоннель, прорубленный в скале.
Существует две версии относительно технологии строительства храма. Согласно одной из них — двор церкви был вырублен в скальной породе как кольцеобразная траншея, и лишь потом из каменной глыбы, оставшейся в середине, стали вытёсывать церковь, со всеми её внутренними помещениями, сводами, арками, колоннами и окнами. По другой теории — выемка породы и отделка церкви велись одновременно, сверху вниз, ярус за ярусом.
Церковь имеет в плане крестообразную форму, размеры креста 12×12 метров. Высота церкви также 12 метров, а площадь окружающего её колодца 25×25 метров. Стены храма декорированы карнизами и пилястрами, плоская крыша украшена орнаментом в форме креста.
|  |  |  |  |  |
|  |  |  |  |  |